# Cơm hến

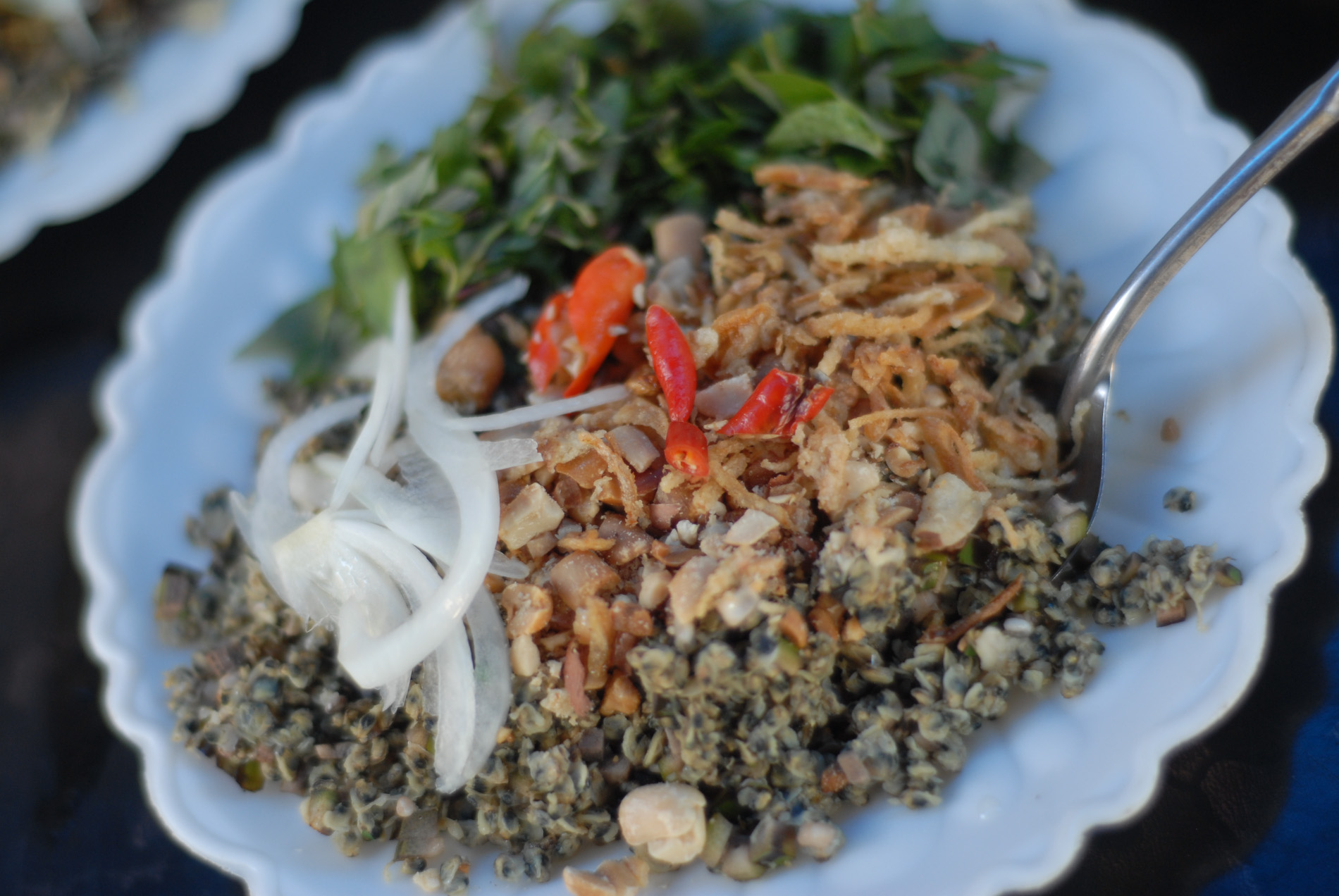
Một đĩa hến trộn dùng trong món cơm hến.

Cơm hến là một đặc sản ẩm thực Huế. Cơm hến được trình bày dưới hình thức là cơm nguội trộn với hến xào qua dầu và gia vị, nước hến, mắm ruốc, môn bạc hà, bẹ chuối, rau má, rau thơm, giá đỗ, tóp mỡ hoặc bóng bì chiên giòn, sợi mì chiên giòn, ớt màu, đậu phộng nguyên hạt, ớt chưng, tiêu, bột ngọt và muối. Các món cải biên như bún hến và mì hến không phải là đặc sản Huế.

## Cách làm
Hến ngâm nước gạo một thời gian để thải hết bùn đất, rửa sạch, đem luộc cho đến khi hến mở vỏ. Lấy nước luộc sau khi đã để lắng, đổ hến ra sàng để lấy thịt hến. Thịt hến và nước hến là hai vị chính của cơm hến, ngoài ra thì cũng không thể thiếu các loại gia vị đi kèm. 
Các phần khác gồm có: cơm trắng để nguội, khế chua hoặc xoài chua, rau thơm, dọc mùng hay còn gọi là môn bạc hà, bắp chuối thái chỉ, nước mắm, tiêu, tóp mỡ, da heo phơi khô chiên phồng, mắm ruốc sống, đậu phộng rang vàng nguyên hạt, ớt bột tao dầu.
Tất cả đều để nguội. Duy có nước hến phải được giữ cho nóng sôi. Bát cơm hến được trộn từ tất cả các thành phần trên rồi chan một chút nước hến. Cơm hến thường được ăn với ớt thật cay mới đúng vị; còn đối với bún hến thì có lẽ sẽ ngon hơn nếu ăn khô (tức là không chan nước hến khi ăn).